# エステル・ウェイゲル
エステル・ウェイゲル（英語: Estelle D. Weigel Schmitt、1914年11月18日 - 1967年3月15日）は、アメリカ合衆国、バッファロー出身のフィギュアスケート選手（女子シングル）。
1936年ガルミッシュ・パルテンキルヘンオリンピックアメリカ合衆国代表。姉は同じくフィギュアスケート選手のルイーズ・ウェイゲル。

## 主な戦績
| 大会/年      | 1931-32 | 1932-33 | 1933-34 | 1935-36 |
| ------------ | ------- | ------- | ------- | ------- |
| オリンピック |         |         |         | 22      |
| 全米選手権   | 2 J     | 1 J     | 3       |         |

- J - ジュニアクラス